# Colubridae
Colubridae (opšte poznato kao colubrids, od lat. coluber, 'zmija') je familija zmija. Sa 249 rodovo, to je najveća familija zmija. Najranije vrste ove familije datiraju unazad do oligocenske epohe. Kolubrid zmije su prisutne na svim kontinentima izuzev Antarktika.

## Klasifikacija

### Sadašnje podfamilije
Sibynophiinae – tri roda
- Colubroelaps
- Scaphiodontophis
- Sibynophis

Natricinae – 36 rodova (ponekad se opisuju kao porodica Natricidae)
- Afronatrix
- Amphiesma
- Amphiesmoides
- Anoplohydrus
- Aspidura
- Atretium
- Blythia [3]
- Clonophis
- Fowlea
- Haldea
- Hebius
- Helophis
- Herpetoreas
- Hydrablabes
- Hydraethiops
- Iguanognathus
- Isanophis
- Limnophis
- Liodytes
- Natriciteres
- Natrix
- Nerodia
- Opisthotropis
- Pseudagkistrodon
- Regina
- Rhabdophis
- Rhabdops
- Smithophis
- Storeria
- Thamnophis
- Trachischium
- Trimerodytes
- Tropidoclonion
- Tropidonophis
- Virginia
- Xenochrophis

Pseudoxenodontinae – dva roda
- Plagiopholis
- Pseudoxenodon

Dipsadinae – preko 100 rodova (ponekad se nazivaju familijom Dipsadidae)
- Adelphicos
- Adelphostigma
- Alsophis
- Amastridium
- Amnesteophis
- Amnisiophis
- Apographon
- Apostolepis
- Arcanumophis
- Arrhyton
- Atractus
- Baliodryas
- Boiruna
- Borikenophis
- Caaeteboia
- Calamodontophis
- Caraiba
- Carphophis
- Cenaspis
- Cercophis
- Chersodromus
- Chlorosoma
- Clelia
- Coniophanes
- Conophis
- Contia
- Coronelaps
- Crisantophis
- Cryophis
- Cubophis
- Diadophis
- Diaphorolepis
- Dibernardia
- Dipsas
- Ditaxodon
- Drepanoides
- Dryophylax
- Echinanthera
- Elapomorphus
- Emmochliophis
- Enuliophis
- Enulius
- Erythrolamprus
- Eutrachelophis
- Farancia
- Galvarinus
- Geophis
- Gomesophis
- Haitiophis
- Helicops
- Heterodon
- Hydrodynastes
- Hydromorphus
- Hydrops
- Hypsiglena
- Hypsirhynchus
- Ialtris
- Imantodes
- Incaspis
- Leptodeira
- Lioheterophis
- Lygophis
- Magliophis
- Manolepis
- Mesotes
- Mussurana
- Ninia
- Nothopsis
- Omoadiphas
- Oxyrhopus
- Paraphimophis
- Phalotris
- Philodryas
- Phimophis
- Plesiodipsas
- Pliocercus
- Pseudalsophis
- Pseudoboa
- Pseudoeryx
- Pseudoleptodeira
- Psomophis
- Ptychophis
- Rhachidelus
- Rhadinaea
- Rhadinella
- Rhadinophanes
- Rodriguesophis
- Saphenophis
- Sibon
- Siphlophis
- Sordellina
- Synophis
- Tachymenis
- Tachymenoides
- Taeniophallus
- Tantalophis
- Thamnodynastes
- Thermophis
- Tomodon
- Tretanorhinus
- Trimetopon
- Tropidodipsas
- Tropidodryas
- Uromacer
- Urotheca
- Xenodon
- Xenopholis
- Xenoxybelis
- Zonateres

Grayiinae – jedan roda
- Grayia

Calamariinae – sedam rodova
- Calamaria
- Calamorhabdium
- Collorhabdium
- Etheridgeum
- Macrocalamus
- Pseudorabdion
- Rabdion

Ahaetuliinae – pet rodova
- Ahaetulla
- Chrysopelea
- Dendrelaphis
- Dryophiops
- Proahaetulla

Colubrinae –  93 roda
- Aeluroglena
- Aprosdoketophis
- Archelaphe
- Arizona
- Bamanophis
- Bogertophis
- Boiga
- Cemophora
- Chapinophis
- Chironius
- Coelognathus
- Coluber
- Conopsis
- Coronella
- Crotaphopeltis
- Dasypeltis
- Dendrophidion
- Dipsadoboa
- Dispholidus
- Dolichophis
- Drymarchon
- Drymobius
- Drymoluber
- Eirenis
- Elaphe
- Euprepiophis
- Ficimia
- Geagras
- Gonyosoma
- Gyalopion
- Hapsidophrys
- Hemerophis
- Hemorrhois
- Hierophis
- Lampropeltis
- Leptodrymus
- Leptophis
- Liopeltis
- Lycodon
- Lytorhynchus
- Macroprotodon
- Masticophis
- Mastigodryas
- Meizodon
- Mopanveldophis
- Muhtarophis
- Oligodon
- Oocatochus
- Opheodrys
- Oreocryptophis
- Orientocoluber
- Oxybelis
- Palusophis
- Pantherophis
- Persiophis
- Philothamnus
- Phrynonax
- Phyllorhynchus
- Pituophis
- Platyceps
- Pseudelaphe
- Pseudoficimia
- Ptyas
- Rhamnophis
- Rhinobothryum
- Rhinocheilus
- Rhynchocalamus
- Salvadora
- Scaphiophis
- Scolecophis
- Senticolis
- Simophis
- Sonora
- Spalerosophis
- Spilotes
- Stegonotus
- Stenorrhina
- Stichophanes
- Symphimus
- Sympholis
- Tantilla
- Tantillita
- Telescopus
- Thelotornis
- Thrasops
- Toxicodryas
- Trimorphodon
- Wallaceophis
- Wallophis
- Xenelaphis
- Xyelodontophis
- Zamenis

Podfamilija trenutno neklasifikovanih
- Elapoidis
- Gongylosoma
- Lycognathophis
- Oreocalamus
- Tetralepis

## Literatura
- Barbière, Franck; Ortiz, Pablo E.; Pardiñas, Ulyses F.J. (2018). „The oldest sigmodontine rodent revisited and the age of the first South American cricetids”. Journal of Paleontology. 93 (2): 1—17.
- Barbière, Franck; Cruz, Laura E.; Ortiz, Pablo E.; Pardiñas, Ulyses F. J. (2016). „A new genus of Sigmodontinae (Mammalia, Rodentia, Cricetidae) from the Pliocene of Central Argentina”. Journal of Vertebrate Paleontology. 36 (5): e1199557. doi:10.1080/02724634.2016.1199557.
- Nicoli, Laura (2015). „New fossil species of the extant genus Lepidobatrachus (Anura, Ceratophryidae) from the Late Miocene-Early Pliocene of central Argentina”. Journal of Vertebrate Paleontology. 35 (5): e981636. S2CID 83574417. doi:10.1080/02724634.2015.981636. hdl:11336/46258 .
- Agnolin, Federico L.; Bogan, Sergio; Tomassini, Rodrigo L.; Manera, Teresa (2014). „Nuevo Percichthyidae (Teleostei, Percoidei) del Plioceno temprano de la provincia de Buenos Aires (Argentina) y sus implicancias biogeográficas” (PDF). Revista del Museo de Ciencias Naturales. 16: 19—31. doi:10.22179/REVMACN.16.159.
- Zamorano, Martin (2013). „Diagnosis y nueva descripción de Propanochthus bullifer (Burmeister) (Xenarthra, Glyptodontidae). Consideraciones bioestratigráficas y cronológicas de su procedencia” (PDF). Spanish Journal of Palaeontology. 28 (2): 283—29. S2CID 181184694. doi:10.7203/sjp.28.2.17860. Архивирано из оригинала (PDF) 21. 01. 2021. г. Приступљено 08. 11. 2023.
- Vizcaíno, Sergio F.; Kay, Richard F.; Bargo, Susana (2012). Early Miocene Paleobiology in Patagonia: High-Latitude Paleocommunities of the Santa Cruz Formation. Cambridge University Press. стр. 1—370. ISBN 9780521194617.
- Albino, Adriana M.; Rodrigo, Tomassini; Brizuela, Santiago (2009). „Presencia del lagarto teiido Tupinambis en la FormaciónMonte Hermoso de Farola Monte Hermoso, sur de la provincia de Buenos Aires (Argentina)”. Ameghiniana. 46: 177—187.
- Bogan, Sergio; Agnolin, Federico L. (2009). „Primer registro fósil de la familia Trichomycteridae (Teleostei: Siluriformes; Plioceno) en la Formación Monte Hermoso, Argentina” (PDF). Revista del Museo de Ciencias Naturales. 11: 193—198. doi:10.22179/REVMACN.11.259.
- Verzi, Diego H.; Montalvo, Claudia I.; Deschamps, Cecilia M. (2008). „Biostratigraphy and biochronology of the Late Miocene of central Argentina: Evidence from rodents and taphonomy”. Geobios. 41: 145—155. doi:10.1016/j.geobios.2006.09.005.
- Cozzuol, Mario Alberto (2006). „The Acre vertebrate fauna: Age, diversity, and geography”. Journal of South American Earth Sciences. 21 (3): 185—203. doi:10.1016/j.jsames.2006.03.005.
- Marshall, Larry G.; Sempere, Thierry (1991). „The Eocene to Pleistocene vertebrates of Bolivia and their stratigraphic context: A review”. Revista técnica de YPFB. 12: 631—652.

## Spoljašnje veze
- Psammophids at Life Is Short, but Snakes Are Long